# Victoria Day

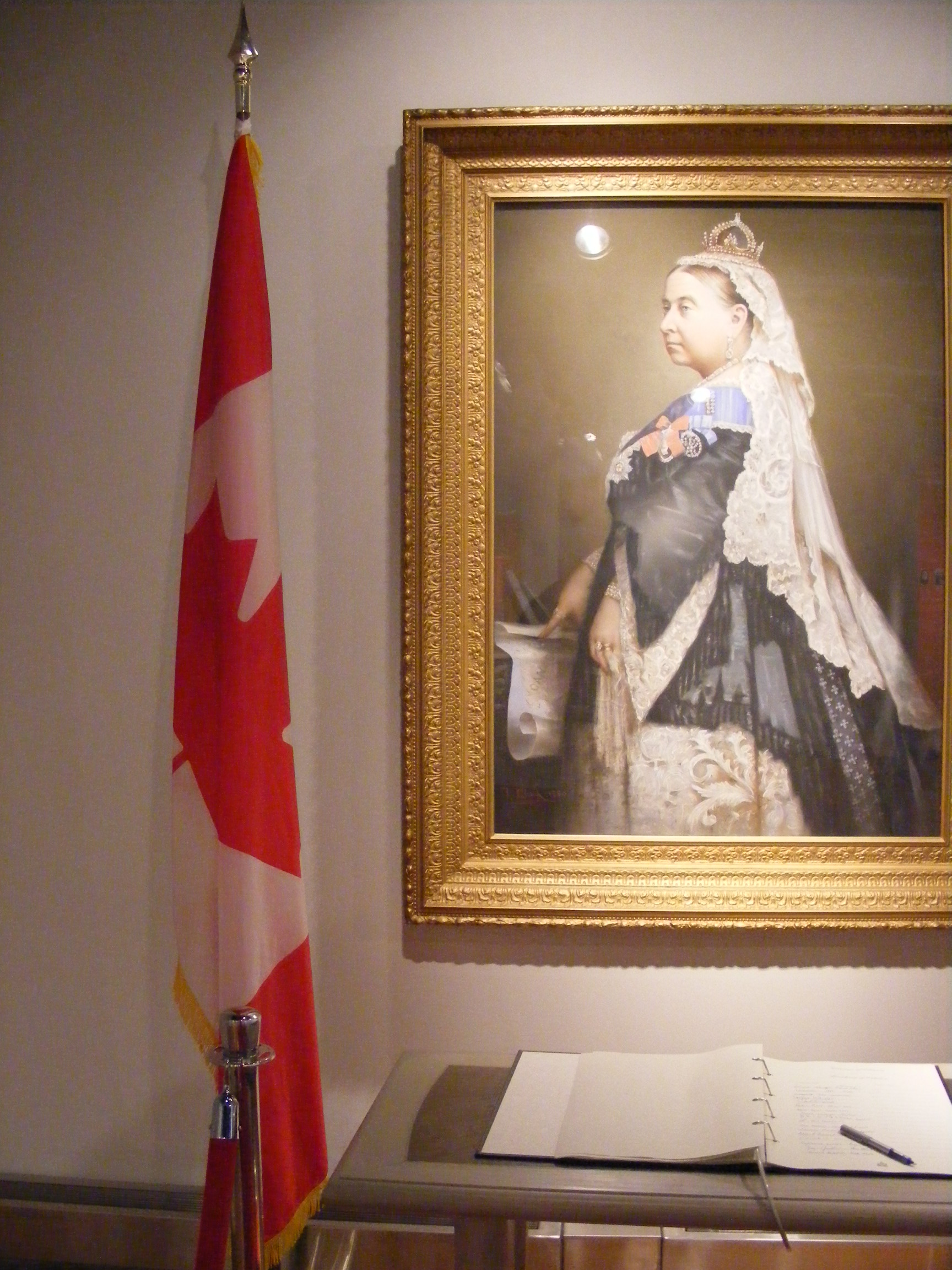
Retrato da Rainha Vitória

Victoria Day (em francês: Fête de la Reine) é um feriado nacional no Canadá celebrado na última segunda feira antes de 25 de maio em honra ao aniversário da rainha Vitória do Reino Unido. A data é, simultaneamente, aniversário oficial da Rainha do Canadá, além de ser visto informalmente como o início do verão do país.
O feriado tem sido observado desde antes da formação do Canadá, originalmente caindo no aniversário real do soberano. Em Quebec, no mesmo dia foi, desde a Revolução Silenciosa, extra-oficialmente conhecido como Adam Dollard des Ormeaux até 2003, quando a legislação provincial oficialmente batizou na mesma data do Victoria o  National Patriots Day.  É um feriado estatutário federal, bem como em seis das dez províncias do Canadá e três de seus territórios.

## História
O aniversário da rainha Victoria era um dia de comemoração no Canadá muito antes da  Confederação, com a primeira legislação sobre o evento sendo de 1845, aprovado pela Assembléia Legislativa da Província do Canadá  para ser reconhecido oficialmente em  24 de maio como o aniversário da rainha. Relatos afirma que nessa data, em 1854, o 35° aniversário da Rainha Vitória , cerca de 5 000 moradores da província do Canadá Ocidental se reuniram em frente à sede do governo para "dar vivas a sua rainha". Em 24 de maio de 1866, a cidade de Omemee organizou uma grande festa para celebrar a ocasião, com serenatas, competições atléticas e fogos de artifício.

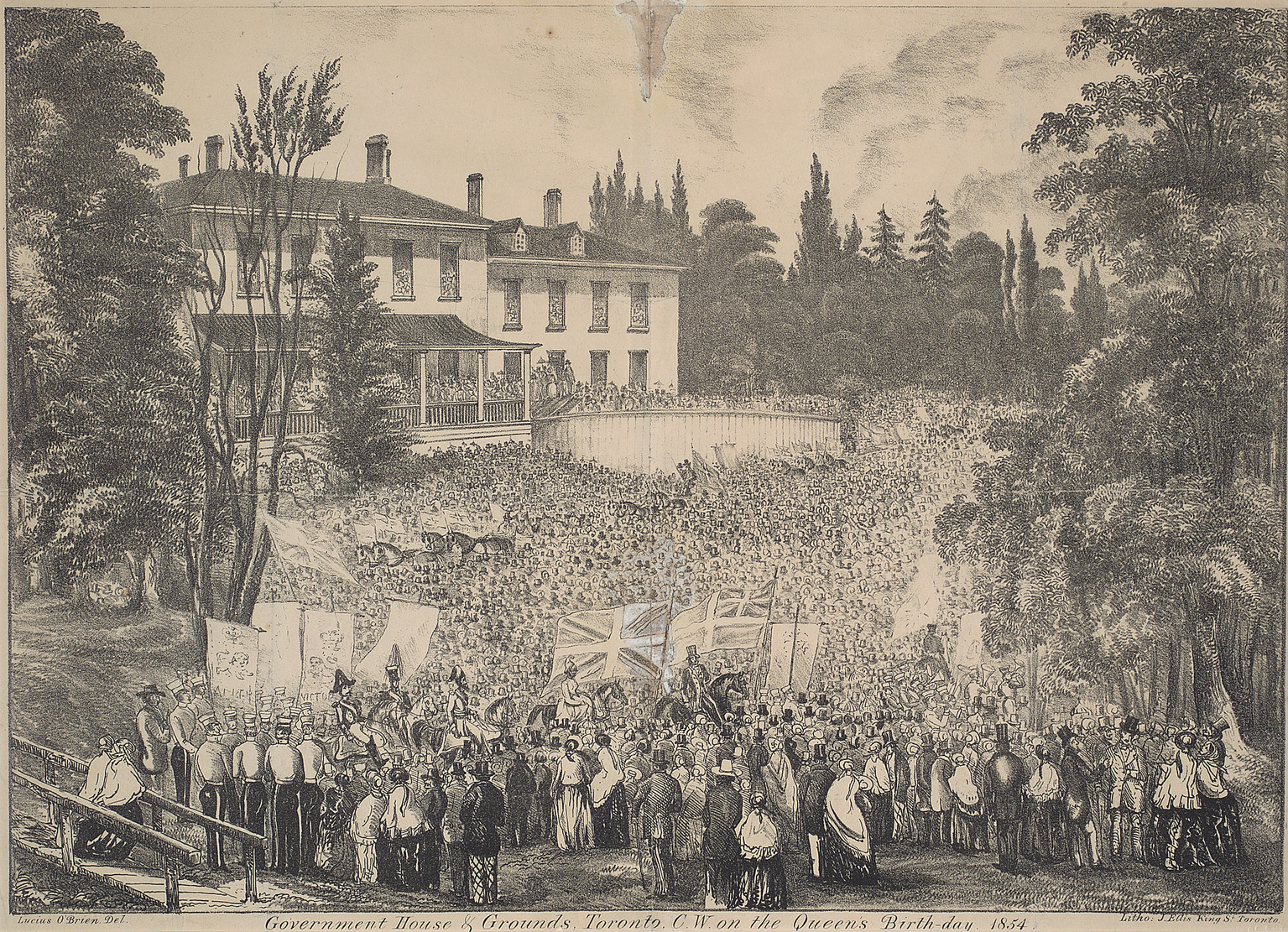
Victoria Day, 1854; multidão se aglomera em frente a sede do governo em Toronto

Após a morte da Rainha Vitória em 1901, 24 de maio foi declarado Empire Day nos países do Império Britânico, enquanto no Canadá manteve-se Victoria Day, uma data para lembrar a última rainha, tida como a "Mãe da Confederação". Ao longo das décadas seguintes, a data oficial no Canadá do aniversário do soberano reinante mudou através de várias proclamações reais até ser abandonado em 1952. Naquele ano, O Conselho da Rainha no Canadá mudou o Empire Day e uma emenda à lei mudou o Victoria Day para a segunda-feira antes de 25 de maio, coincidindo as datas, e o aniversário oficial do Soberano do Canadá foi marcado todos os anos nessa data pelo governador geral entre 1953 e 31 de janeiro de 1957, quando foi reconhecido por Decreto Real. No ano seguinte, o Dia do Império foi renomeado para Commonwealth Day e em 1977 ele foi transferido para a segunda segunda-feira de março, deixando a segunda-feira antes 25 de maio ambos como Victoria Day e Aniversário da Rainha.

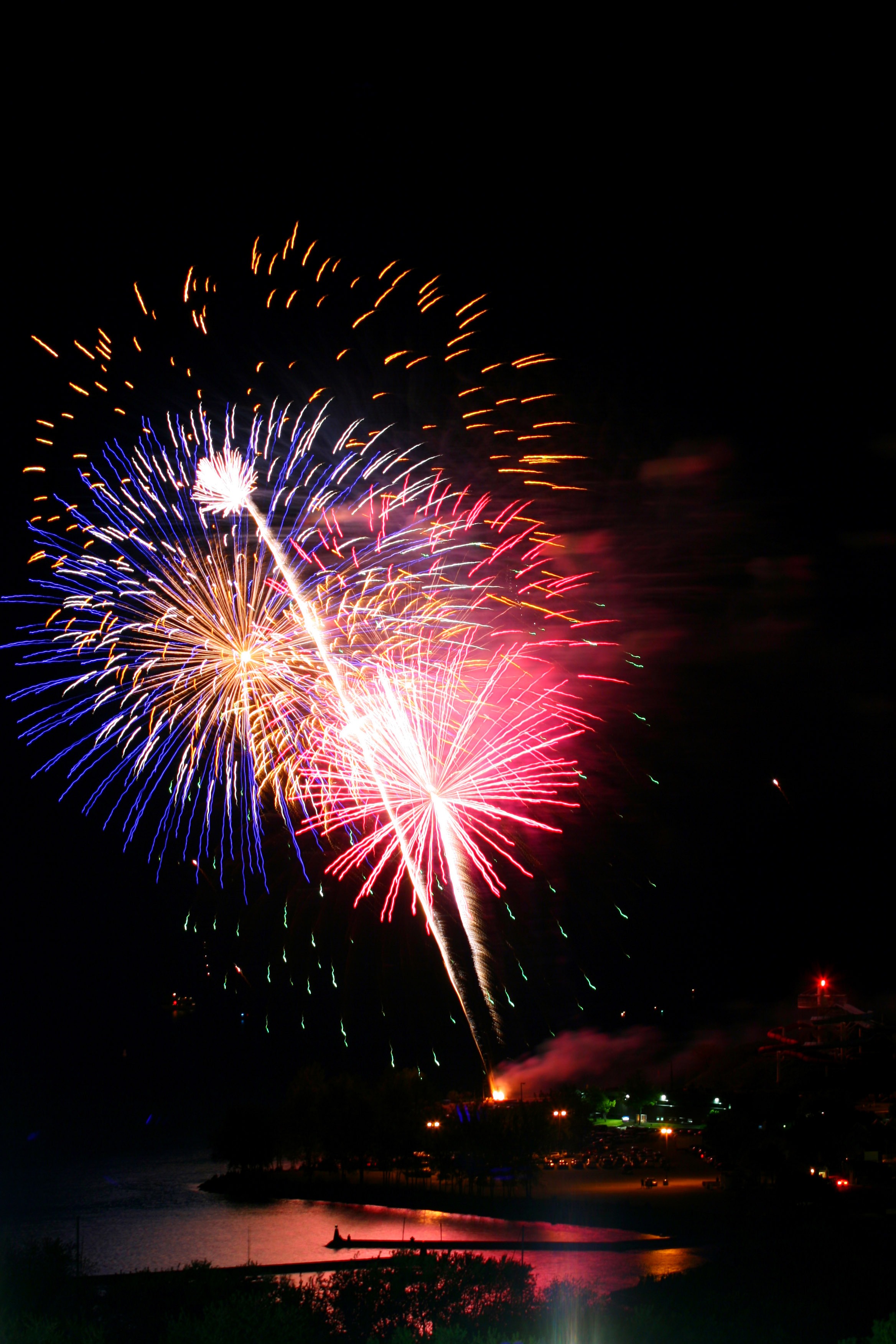
Fogos de artifício no Victoria Day de 2010 em Ontario Place, Toronto

As celebrações do Dia da Vitória foram marcadas pela tragédia, em 1881, quando uma balsa de passageiros chamada Victoria afundou no Rio Tâmisa em Ontario. O barco partiu na noite com cerca de 600 a 800 pessoas a bordo, três vezes a capacidade de passageiros permitida. Quando a barca virou, cerca de 182 pessoas morreram, grande parte crianças, que se dirigiam para as comemorações do feriado no Springbank Park. O evento passou a ser conhecido como Victoria Day disaster.

## Prática
Protocolo oficial dita que no Victoria Day a Bandeira do Reino Unido deve ser hasteada do amanhecer do sol até o cair da noite em todos os edifícios do governo, incluindo aeroportos, bases militares, e outras propriedades da coroa em todo o país. Uma salve de 21 tiros são dadas na região central da capital ao meio dia do Victoria Day.
Várias cidades realizam um desfile no feriado, sendo o mais proeminente o que se tem ocorrido desde 1898 na cidade de Victoria, British Columbia. Na vizinha New Westminster, o feriado do Victoria Day é distinguido pela salva da Hyack Anvil Battery, uma tradição criada durante a época colonial como um substituto para os 21 tiros: pólvora é colocada entre duas bigornas, uma em cima da outra; o pavio é aceso e a bigorna superior é arremessada ao ar. Outras celebrações incluem uma noite de fogos, como a realizada na praia de Ashbridge no extremo leste de Toronto, e no Ontario Place, na mesma cidade. Como um feriado federal, o Victoria Day continua a ser um feriado em Quebec. No entanto, em 2003, a Assembleia Nacional de Quebec aprovou uma lei que dedicou o mesmo dia ao National Patriots Day, que comemora os patriotas da revolta de 1837.

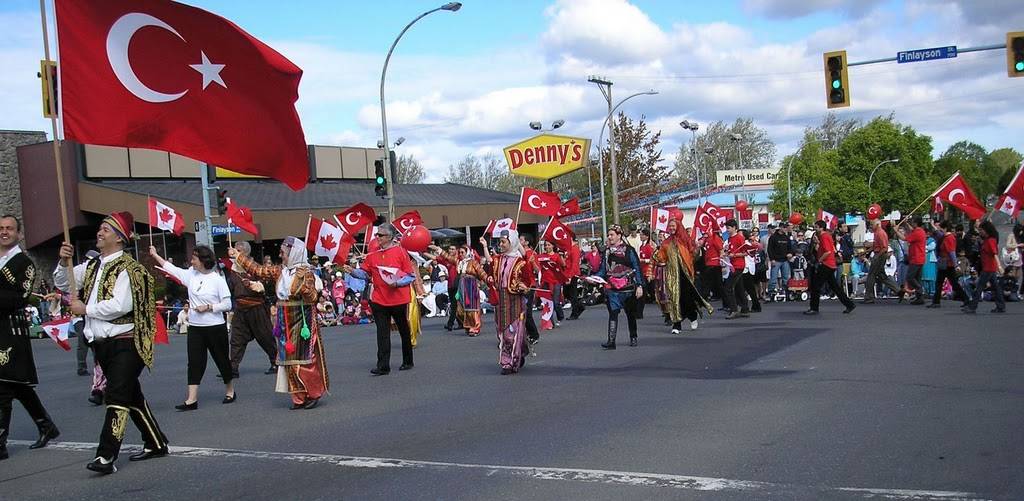
Desfile no Victoria Day de 2007 em Victoria, British Columbia

Em todo o país, o Dia Victoria serve como marcador não-oficial do final da temporada social de inverno, assim como início do calendário de verão. O feriado é conhecido comumente como May Two-Four em partes do Canadá; uma referência de duplo sentido ao feriado e a uma giria de consume de álcool en um feriado prolongado. A mesma data também é conhecida como May Long ou May Run, sendo utilizado o termo perjorativo Firecracker Day em Ontario.